# 滨木患
滨木患（学名：Arytera littoralis）为无患子科滨木患属下的一个种。它是一種常绿小乔木或灌木，原产于中国云南、广西和广东三省区南部及东南亚。